# Абылгазиев, Игорь Ишеналиевич
И́горь Ишенали́евич Абылгази́ев (род. 12 февраля 1956, Фрунзе) — российский историк, востоковед, заведующий кафедрой политологии Востока факультета глобальных процессов МГУ.

## Биография
Родился 12 февраля 1956 года в городе Фрунзе (ныне — Бишкек).
В 1978 году окончил Институт стран Азии и Африки МГУ им. М. В. Ломоносова, а в 1983 году — аспирантуру там же, защитил кандидатскую диссертацию «Пограничный район Шаньси-Чахар-Хэбэй в годы национально-освободительной войны китайского народа против японских захватчиков (1937—1945 гг.)».
В 1983—1990 гг. — заведующий сектором Комитета молодёжных организаций СССР, в 1990—1991 гг. — заведующий отделом ЦК ВЛКСМ. В 1991—2000 гг. — президент Ассоциации молодёжных инициатив, президент Лиги кооператоров и предпринимателей России.
В 2000—2011 гг. — главный федеральный инспектор по г. Москве Аппарата Полномочного представителя Президента РФ в ЦФО.
Действительный государственный советник Российской Федерации III класса. Полковник запаса.
В 2006—2018 гг. — профессор кафедры истории общественных движений и политических партий (ранее - кафедра истории КПСС) исторического факультета МГУ имени М. В. Ломоносова.
Научный руководитель (с 2007  по 2012), заведующий кафедрой политологии Востока (с 2022).
С 2009 до 2022 г. — заведующий кафедрой геополитики факультета глобальных процессов МГУ им. М. В. Ломоносова.
С 2012 по 2021 - и.о. директора ИСАА МГУ. С 1 июля 2015 г. до 30 июня 2022 г. — заведующий кафедрой политологии Востока ИСАА МГУ. 
С 1 сентября 2021 г. до 31 декабря 2022 г. — первый проректор МГУ имени М. В. Ломоносова; с 1 июля 2022 г. — заведующий кафедрой политологии Востока факультета глобальных процессов МГУ.

## Научная деятельность
В 2005 г. защитил диссертацию на соискание учёной степени доктора исторических наук по теме: «Взаимоотношения СССР, Китая и Монголии в 20-х — начале 40-х гг. XX в.: Проблемы интернациональной солидарности». В 2013 году эксперты сообщества «Диссернет» сообщили об обнаружении в его докторской диссертации большого объёма заимствований из других работ. Сам Абылгазиев, в ответ на эти разоблачения, поставил перед учёным советом ИСАА вопрос о доверии себе; в итоге, по результатам тайного голосования выяснилось, что 21 член совета доверяет директору, 10 не доверяют, 7 бюллетеней признаны недействительными.
Автор 10 монографий и порядка 20 статей по проблемам истории и глобалистики.
Член программных комитетов международных научных конгрессов:
- «Глобалистика—2009» (более 500 участников из 18 стран мира[10])
- «Глобалистика—2011» (более 500 участников из 30 стран мира[11])
- «Глобалистика—2013» (более 700 участников из 40 стран мира[12]).

## Награды
- Орден Александра Невского (2024)[13]
- Орден Почёта (2006)[14]
- Премия Правительства Российской Федерации в области науки и техники за 2009 год — за разработку и реализацию градостроительной концепции комплексной энергоэффективной и экологичной застройки экспериментального жилого района Куркино[15].
- Орден Святого Григория Просветителя Армянской Апостольской Церкви (2019)